# Pha loãng cổ phiếu
Pha loãng cổ phiếu là việc phát hành thứ cấp thêm cổ phiếu phổ thông của một công ty cổ phần dưới nhiều hình thức khác nhau theo quy định của pháp luật. 

## Hình thức phát hành
Các hình thức phát hành thứ cấp của pha loãng cổ phiếu như sau: 
1. Chuyển đổi trái phiếu thành cổ phiếu;
2. Cổ phiếu ưu đãi, cổ phiếu thưởng;
3. Phát hành thêm cổ phiếu.

## Ảnh hưởng
Pha loãng cổ phiếu sẽ làm cho:
1. Thu nhập trên đầu cổ phiếu giảm xuống do số lượng cổ phiếu tăng lên;
2. Tỷ lệ sở hữu cổ phiếu của các cổ đông hiện hữu bị thay đổi (số phần trăm sở hữu hay quyền bỏ phiếu của các cổ đông hiện hữu giảm xuống);
3. Giá trị đơn vị cổ phiếu bị tăng lên hoặc giảm xuống căn cứ vào giá phát hành đợt cổ phiếu mới.[1]

 Các ảnh hưởng này không phải bao giờ cũng xảy ra đồng thời và không liên hệ trực tiếp với nhau.
Ví dụ: Mr SOROS nắm giữ 1000 cổ phiếu tức sở hữu 100% cty SOROS Fund, giá trị 100USD/ cổ phiếu.
Nay SOROS Fund quyết định phát hành thêm 1000 cp và bán cho Mr BUFFETT.
Như vậy hai ông SOROS và BUFFETT mỗi người sẽ sở hữu 50% công ty SOROS Fund. 
Nếu Ông BUFFETT mua cp với giá 150USD/cp thì giá trị cổ phiếu này sau khi bị pha loãng sẽ là 125USD/cp ((1000*100+1000*150)/2000).
Nếu Ông BUFFETT mua cp với giá 50USD/cp thì giá cổ phiếu này sau khi bị pha loãng sẽ là 75USD/cp ((1000*100+1000*50)/2000).